# Réserve écologique des Grands-Ormes
La réserve écologique des Grands-Ormes est située à 30 kilomètres au nord de Saint-Aimé-des-Lacs et fait partie du parc national des Hautes-Gorges-de-la-Rivière-Malbaie, lui-même un élément de la réserve de la biosphère de Charlevoix.  
La réserve protège un échantillon représentatif de la flore des montagnes de Charlevoix, dominé par des peuplements de sapinières à bouleau jaune et de sapinières à bouleau blanc.  La réserve a été nommée en référence à une érablière à orme d'Amérique et frêne noir, exceptionnelle au vu de sa localisation septentrionale.  

## Géographie
La réserve écologique des Grands-Ormes est située dans le parc national des Hautes-Gorges-de-la-Rivière-Malbaie. Elle est située à 30 km au nord de Saint-Aimé-des-Lacs. Elle comprend une partie du sommet et du flanc sud de la montagne des Érables. Elle a une superficie de 920 ha. Elle fait partie de l'aire centrale de la réserve de la biosphère de Charlevoix.

## Galerie

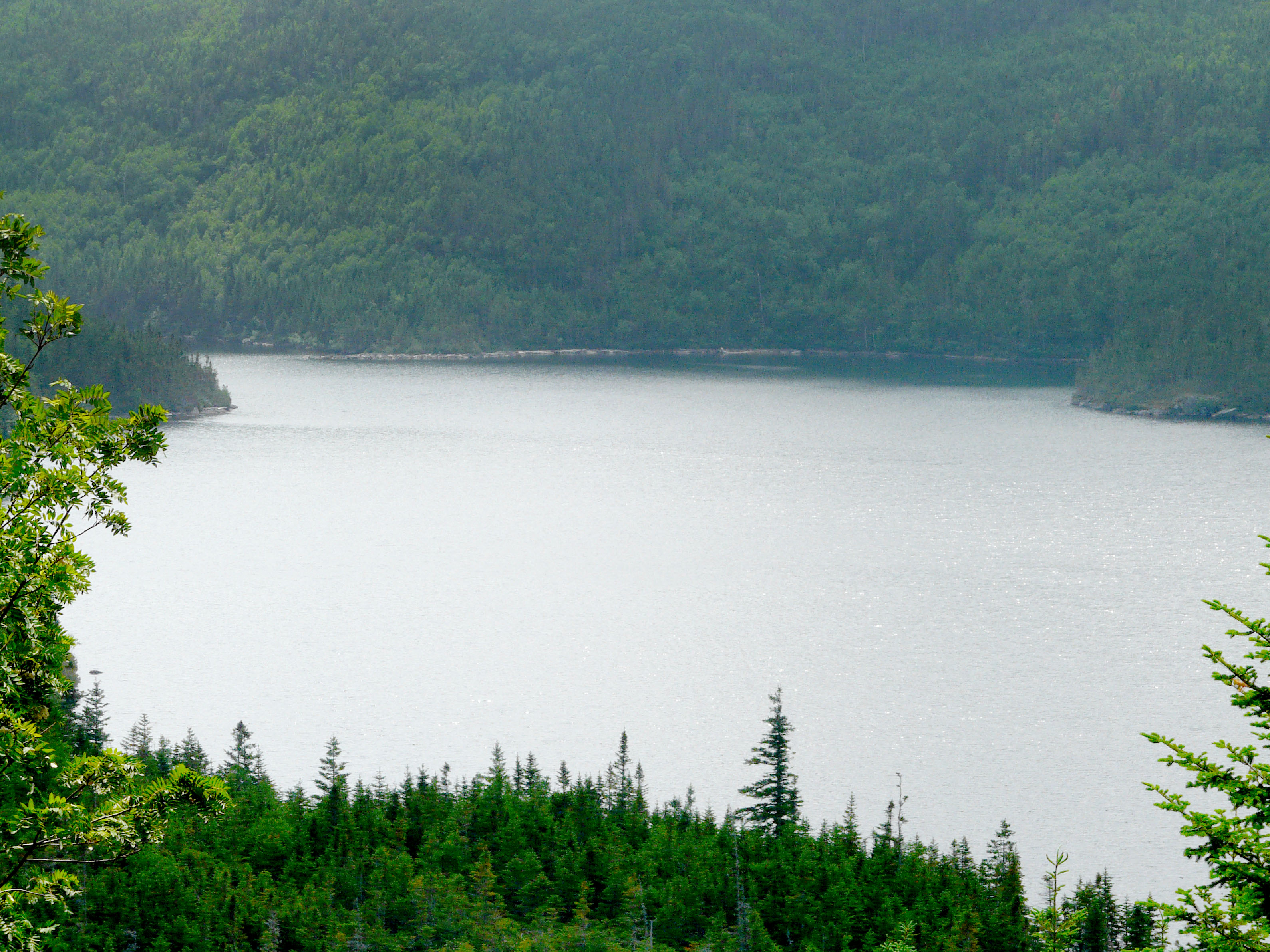
Lac du Pic Chevelu
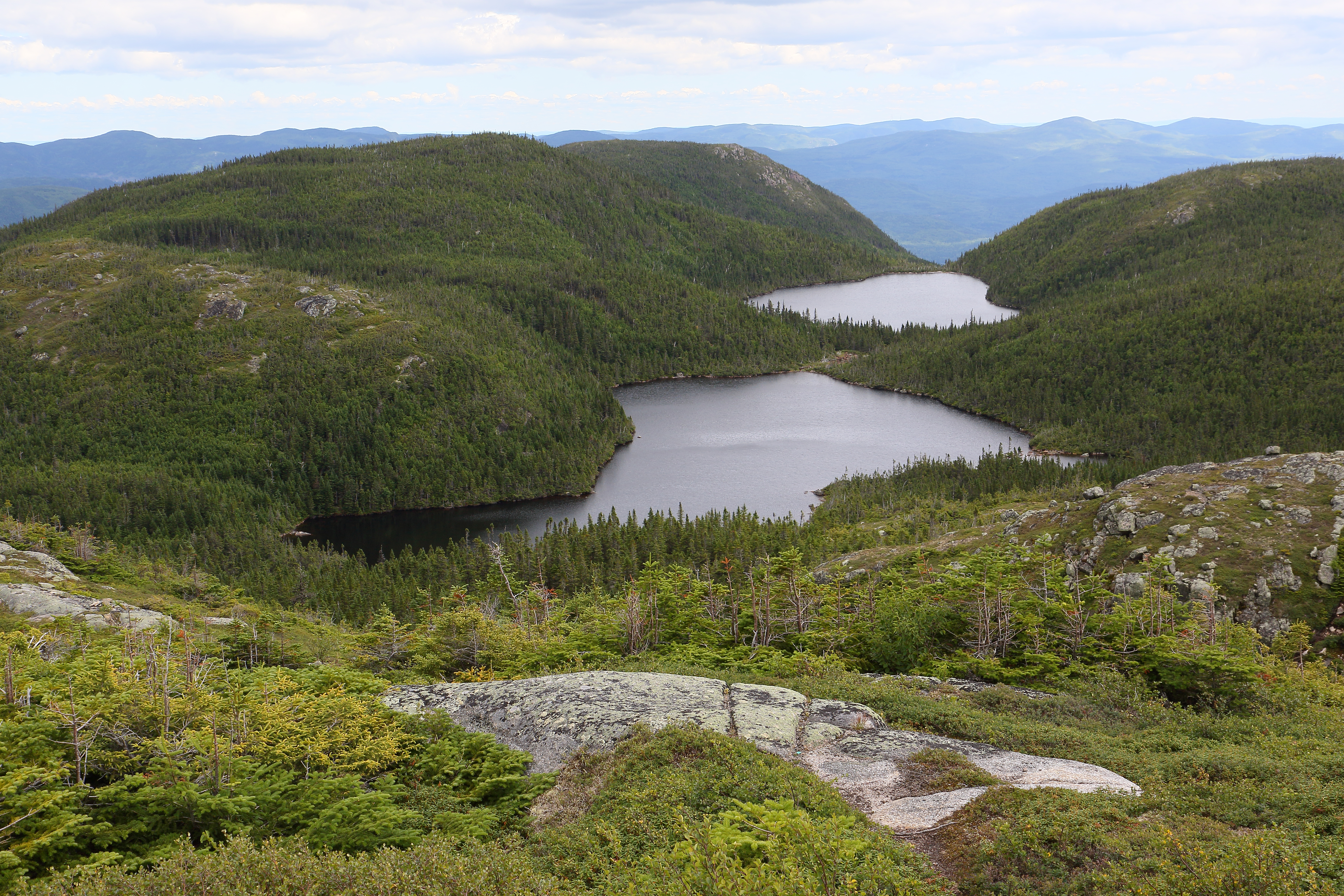
Lacs du Moucherolle et du Pic maculé